# Wilhelm Baumann
Wilhelm Baumann (født 12. august 1912 i Berlin, død 14. marts 1990) var en tysk håndboldspiller, som deltog i OL 1936 i Berlin.
Baumann spillede for klubben Charlottenburger Sport-Club.
Han var en del af det tyske håndboldlandshold, som deltog i OL 1936. Det var første gang, håndbold var på programmet ved et OL, og turneringen blev spillet på græs på 11-mandshold. Oprindeligt var ti hold tilmeldt, men Danmark, Holland, Sverige og Polen meldte fra, så blot seks hold deltog. Disse blev delt op i to puljer, hvor Tyskland vandt sin pulje suverænt med en samlet målscore på 51-1 efter blandt andet en 29-1 sejr over USA. De to bedste fra hver pulje gik videre til en finalerunde, hvor alle spillede mod alle. Igen vandt Tyskland alle sine kampe, men dog i lidt tættere kampe. Således vandt de mod Østrig med 10-6. Som vinder af alle kampe vandt tyskerne sikkert guld, mens Østrig fik sølv og Schweiz bronze. Baumann spillede to af kampene: mod Ungarn i indledende runde, hvor han scorede syv mål i 22-0-sejren, samt i finalerunden mod Schweiz, hvor han scorede seks mål.